# Коменіца
Коменіца (рум. Comănița) — село у повіті Олт в Румунії. Входить до складу комуни Теслуй.
Село розташоване на відстані 139 км на захід від Бухареста, 15 км на північ від Слатіни, 50 км на північний схід від Крайови.

## Населення
За даними перепису населення 2002 року у селі проживали 419 осіб, усі — румуни. Усі жителі села рідною мовою назвали румунську.